# The Vanishing of Ethan Carter
The Vanishing of Ethan Carter (em polonês: Zaginięcie Ethana Cartera, em português: O Desaparecimento de Ethan Carter) é um jogo eletrônico de aventura e suspense produzido e publicado pela empresa polonesa The Astronauts, lançado em 2014 Exclusivamente para PC (Microsoft Windows).